# Dprewank
Dprewank – wieś w Armenii, w prowincji Aragacotn. W 2011 roku liczyła 47 mieszkańców.